# Коронел-Жозе-Диас

Коронел-Жозе-Диас на карте штата.

Коронел-Жозе-Диас (порт. Coronel José Dias) — муниципалитет в Бразилии, входит в штат Пиауи. Составная часть мезорегиона Юго-запад штата Пиауи. Входит в экономико-статистический микрорегион Сан-Раймунду-Нонату. Население составляет 4541 человек на 2010 год. Занимает площадь 1914,819 км². Плотность населения — 2,37 чел./км².

## Демография
Согласно сведениям, собранным в ходе переписи 2010 г. Национальным институтом географии и статистики (IBGE), население муниципалитета составляет:
| Полное население                               | Полное население                               | Полное население                               | Полное население                               | 4541  |
| ---------------------------------------------- | ---------------------------------------------- | ---------------------------------------------- | ---------------------------------------------- | ----- |
| в том числе:                                   | Городское население                            | 1491                                           | Процент городского населения, %                | 32,83 |
|                                                | Сельское население                             | 3050                                           | Процент сельского населения, %                 | 67,17 |
|                                                | Мужское население                              | 2378                                           | Процент мужского населения, %                  | 52,37 |
|                                                | Женское население                              | 2163                                           | Процент женского населения, %                  | 47,63 |
| Плотность населения, чел/км²                   | Плотность населения, чел/км²                   | Плотность населения, чел/км²                   | Плотность населения, чел/км²                   | 2,37  |
| Население муниципалитета в % к населению штата | Население муниципалитета в % к населению штата | Население муниципалитета в % к населению штата | Население муниципалитета в % к населению штата | 0,15  |

По данным оценки 2016 года, население муниципалитета составляет 4602 жителя.

## История
Город основан 29 апреля 1992 года. 

## Статистика
- Валовой внутренний продукт на 2003 год составляет 7 744 649,00 реалов (данные: Бразильский институт географии и статистики).
- Валовой внутренний продукт на душу населения на 2003 год составляет 1726,40 реалов (данные: Бразильский институт географии и статистики).
- Индекс развития человеческого потенциала на 2000 год составляет 0,580 (данные: Программа развития ООН).